# Efim Fradkin
Efim Fradkin (în rusă Ефим Самойлович Фрадкин, Efim Samoilovici Fradkin; n. 24 februarie 1924, Șcedrin, Belarus – d. 25 mai 1999, Moscova) a fost un fizician rus, specialist în fizica particulelor elementare, teoria câmpurilor cuantice și statistica cuantică, academician (din 1990).

## Biografie
Din anul 1948 a lucrat la Institutul de fizică al Academiei de Științe a URSS, sub conducerea academicianului Vitali Ghinzburg. În anul 1951 a susținut teza de candidat în științe, iar în anul 1960 pe cea de doctor. La 24 noiembrie 1970 a fost ales membru corespondent al Academiei de Științe din URSS la secția de fizică nucleară, iar în anul 1990, la 15 decembrie, membru titular academician la aceeași secție a Academiei. A fost membru al PCUS din 1945.

## Creația științifică
Fradkin  a participat la elaborarea bombei cu hidrogen sovietice, al cărei autor principal a fost Andrei Saharov. Este cunsocut ca unul dintre cei mai citați fizicieni-teoreticieni sovietici în domeniile abstracte ale teoriei câmpurilor, teoriilor de calibru (gauge) și statisticii cuantice.

## Discipoli
- Igor Batalin
- Grigorii Vilkovîski
- Boris Voronov
- Igor Tiutin
- Dmitri Gitman

## Lucrări principale
- Д. М. Гитман, Е. С. Фрадкин, Ш. М. Шварцман. Квантовая электродинамика с нестабильным вакуумом. — М.: Наука, 1991
- E. S. Fradkin, M. Ya. Palchik. Conformal Quantum Field Theory in D-dimensions, Dordrecht, Kluwer, 1996
- Е. С. Фрадкин. Избранные труды по теоретической физике. — М.: Наука, 2007

## Distincții
- Premiul Stalin (1953)
- Premiul Igor Tamm al Academiei de științe a URSS (1980)
- Medalia Dirac (1988)
- Medalia de aur „A. D. Saharov” (1996) pentru lucrări în domeniul teoriei cuantice a câmpurilor